# سومالی در المپیک تابستانی ۲۰۰۰
سومالی برای شکرت در بازی‌های المپیک تابسانی ۲۰۰۰ که از ۱۵ سپتامبر تا ۱ اکتبر ۲۰۰۰ در سیدنی، استرالیا برگزار شد، نمایندگانی را به این بازی‌ها اعزام کرد. این پنجمین حضور این کشور آفریقایی در بازی‌های المپیک تابستانی از نخستین حضور آن در این بازی‌ها در بازی‌های المپیک تابستانی ۱۹۷۲ در بیست و هشت سال قبل بود. هیئت نمایندگان سومالی شامل تو شرکت‌کننده برای مسابقات دو و میدانی بود: ابراهیم محمد عدن و صفیه ابوکار حسین. ابوکار حسین نخستین ورزشکار زن اهل سومالی بود که در یک رویداد بازی‌های المپیک حاضر می‌شد. هیچ‌یک از این ورزشکاران موفق به عبور از دور اول مسابقات خود نشدند.

## پیش‌زمینه
کمیتهٔ المپیک سومالی در ۱ ژانویهٔ ۱۹۷۲ از سوی کمیته بین‌المللی المپیک (IOC) به رسمیت شناخته‌شد. این کشور برای نخستین بار در همان سال در بازی‌های المپیک تابستانی ۱۹۷۲ حضور یافت. سومالی در بازی‌های المپیک تابستانی ۱۹۷۶ به تحریم حضور نیوزیلند از سوی کشورهای آفریقایی پیوست و در اامپیک ۱۹۸۰ مسکو از جملهٔ کشورهایی بود که به رهبری ایالات متحده و در اعتراض به حملهٔ شوروی به افغانستان دست به تحریم این بازی‌ها می‌زدند. این کشور تا پیش از بازی‌های المپیک تابستانی ۱۹۷۴ در مسابقات المپیک شرکت نکرد. سومالی در بازی‌های المپیک تابستانی ۱۹۹۲ نیز حضور نداشت که دلیل آن احتمالاً به دلیل قحطی بود که کشور را تحت تأثیر خود قرار داده‌بود؛ با این حال این کشور در مراسم افتتاحیهٔ این بازی‌ها حضور داشت. این باعث شد که حضور در المپیک سیدنی به‌عنوان پنجمین حضور سومالی در بازی‌های المپیک تابستانی در نظر گرفته‌شود.
سومالی از ۱۵ سپتامبر تا ۱ اکتبر ۲۰۰۰ در المپیک تابستانی ۲۰۰۰ شرکت کرد. گروه نمایندگان این کشور متشکل از ورزشکاران دو و میدانی، ابراهیم احمد عدن و صفیه ابوکار حسین بود. به‌دلیل وجود مشکلات مالی، بازرگانان سومالیایی بودجه‌ای را به این گروه اختصاص دادند. مجوز حضور سومالی در بازی‌های المپیک از سوی کمیته بین‌المللی المپیک صادر شد و بخش عمدهٔ هزینهٔ سفر هوایی ورزشکاران این کشور به سیدنی از سوی این نهاد ناظر بر مسابقات تأمین شد. از دید رسانه‌ها، این ورزشکاران دارای شانس بسیار کمی برای کسب نخستین مدال سومالی در بازی‌های المپیک بودند. عدن در مراسم افتتاحیه پرچم‌دار سومالی بود.

## دو و میدانی
ابراهیم محمد عدن در زمان حضور در بازی‌های سیدنی ۲۷ ساله بود. این بازی‌ها، پس از بازی‌های المپیک تابستانی ۱۹۹۶، دومین حضور او در بازی‌های المپیک را رقم زدند. از آنجا که هیچ شرکت‌کنندهٔ دیگری در خارج از سومالی قادر به برآورده‌کردن استانداردهای احراز صلاحیت بازی‌های المپیک را به‌واسطهٔ حضور در یک رویداد سطح بالای بین‌المللی نبود، عدن تنها ورزشکار سومالیایی بود که صلاحیتش برای این بازی‌ها قابل احراز بود. او در ۲۵ سپتامبر در نخستین دور مقدماتی از مسابقهٔ دو ۱٬۵۰۰ متر مردان شرکت کرد و توانست به دور مقدماتی سوم نیز راه یابد. عدن این مسابقه را در زمان ۳ دقیقه و ۴۰٫۳۳ ثانیه به پایان رساند و از میان چهارده شرکت‌کننده در گروه خود، به جایگاه دوازدهم، و به جایگاه کلی بیستم دست یافت. پس از آن، او به‌دلیل این که زمانش ۰٫۵۸ ثانیه ضعیف‌تر از زمان ثبت‌شده توسط کندترین دوندهٔ راه‌یافته به دور بعدی در گروه خود بود، از مسابقات حذف شد.
صفیه ابوکار حسین که نخستین حضور خود در بازی‌های المپیک تابستانی را تجربه می‌کرد، در زمان برگزاری این رویداد ۱۹ ساله بود و نخستین ورزشکار زن سومالی در بازی‌های المپیک محسوب می‌شد. این موضوع به‌دلیل اعتقادات دربارهٔ ورزشکاران زن در سومالی، برای او مشکل‌ساز بود. پدر حسین به‌خاطر نگرانی از عدم توانایی در یافتن همسر توسط او، با ایدهٔ حضور او در مسابقات موافق نبود. با این حال، در نهایت به او اجازه داد تا در رقابت‌های سیدنی حضور پیدا کند. حسین در ۲۲ سپتامبر در نخستین دور مقدماتی مسابقات ۴۰۰ متر زنان شرکت کرد. او که در گروه سوم قرار گرفته‌بود، مسابقه را با ثبت زمان ۱ دقیقه و ۱۳٫۲۵ ثانیه به پایان رساند و در گروه خود در جایگاه ششم و آخر در میان سایر دوندگان قرار گرفت. او در رده‌بندی کل در جایگاه پنجاه و هفتم و آخر را کسب کرد و زمان او نیز برای راه‌یابی به مسابقات یک‌چهارم نهایی کافی نبود؛ چرا که این زمان ۲۰٫۶۰ ثانیه ضعیف‌تر از زمان ثبت‌شده توسط کندترین دوندهٔ راه‌یافته به دور بعدی در گروه او بود.
کلید
- یادداشت–رتبه‌های ارائه‌شده برای رویدادهای میدانی تنها شامل مرحلهٔ مقدماتی ورزشکار می‌شوند

مردان
| ورزشکار          | رویداد    | دور اول | دور اول | نیمه‌نهایی          | نیمه‌نهایی          | فینال              | فینال              |
| ورزشکار          | رویداد    | نتیجه   | رتبه    | نتیجه              | رتبه               | نتیجه              | رتبه               |
| ---------------- | --------- | ------- | ------- | ------------------ | ------------------ | ------------------ | ------------------ |
| ابراهیم محمد عدن | ۱٬۵۰۰ متر | ۳:۴۰٫۳۳ | ۱۲      | به این مرحله نرسید | به این مرحله نرسید | به این مرحله نرسید | به این مرحله نرسید |

زنان
| ورزشکار          | رویداد  | مقدماتی | مقدماتی | یک‌چهارم نهایی      | یک‌چهارم نهایی      | نیمه‌نهایی          | نیمه‌نهایی          | فینال              | فینال              |
| ورزشکار          | رویداد  | نتیجه   | رتبه    | نتیجه              | رتبه               | نتیجه              | رتبه               | نتیجه              | رتبه               |
| ---------------- | ------- | ------- | ------- | ------------------ | ------------------ | ------------------ | ------------------ | ------------------ | ------------------ |
| صفیه ابوکار حسین | ۴۰۰ متر | ۱:۱۳٫۲۵ | ۶       | به این مرحله نرسید | به این مرحله نرسید | به این مرحله نرسید | به این مرحله نرسید | به این مرحله نرسید | به این مرحله نرسید |